# ملیکا عبدالکریمی
ملیکا عبدالکریمی (متولد ۱۸  خرداد ۱۳۷۴) تیرانداز ایرانی و برنده مدال طلای مسابقات کشوری تیراندازی با کمان در رده‌های نوجوانان و جوانان است.

## زندگی
عبدالکریمی از ۹ سالگی به صورت آماتور نزد عمه‌اش مهناز عبدالکریمی تیراندازی را آغاز کرد و از سال ۱۳۸۷ کار را به صورت حرفه‌ای ادامه داد. او دیپلم ریاضی دارد. عبدالکریمی در مسابقات جهانی چین نیز با امتیاز ۶۳۲ موفق به شکستن رکورد رشته ریکرو شد.